# Salvatore Trinchese
Salvatore Trinchese (4 avril 1836 - 11 janvier 1897) est un zoologiste italien qui étudia les mollusques gastéropodes.

## Biographie
Salvatore Trinchese est né à Martano, petite ville de la province de Lecce dans les Pouilles, le 4 avril 1836. Il fréquente le Reale Collegio San Giuseppe des Jésuites de Lecce. En 1856, il part à Pise pour étudier la médecine et la chirurgie. En 1860, il obtient son diplôme et une bourse qui lui permet d'étudier à l'étranger. Ainsi, la même année, il s'installe à Paris, où il travaille comme chercheur dans les laboratoires de Claude Bernard, Henri Milne-Edwards, Emile Blanchard et Charles-Philippe Robin. Durant cette période, il commence ses études histologiques sur le système nerveux et sur la microscopie systématique des mollusques gastéropodes. En 1865, il commence à enseigner la minéralogie, la géologie, la zoologie et l'anatomie comparée à l'Université de Gênes. Puis il enseigne à Bologne et à Naples. En 1886, il devient doyen de l'Université de Naples.
Salvatore Trinchese meurt d'une néphrite à Naples le 11 janvier 1897, son tombeau est placé dans le Quadrato degli uomini illustri (Carrés des personnages illustres, 4e bloc, n° 93) du cimetière de Poggioreale de Naples.

## Publications
- A Francesco Puccinotti, Pise, 1860.
- Memoria sulla terminazione periferica dei nervi motori nella serie degli animali, Gênes, 1866.
- Memoria sulla struttura del sistema nervoso dei cefalopodi, Florence, 1868.
- Sulla struttura del sistema nervoso dei molluschi gasteropodi, Pise, 1871.
- Discorso inaugurale letto nell'universita di Bologna, Bologne, 1873.
- Note anatomiche intorno ad alcuni Eolididei, Bologne, 1874.
- Nuove ricerche sull'organizzazione del cervello degli Eolididei, Bologne, 1875.
- Ricerche anatomiche sul genere Govia, Bologne, 1886.
- Ricerche anatomiche sulla Flabellina affinis, Bologne, 1887.
- Descrizione del nuovo genere Caloria, Bologne, 1888.
- Ricerche anatomiche sulla Forestia mirabilis, Bologne, 1889.
- Contribuzione alla conoscenza dei Fusi muscolari: memoria presentata alla R. Accademia delle scienze dell'Istituto di Bologna, e letta nell'adunanza del 27 aprile, Bologne, 1890.
- Descrizione del nuovo genere Bosellia: Nota letta alla r. Accademia delle scienze dell'Istituto di Bologna nella sessione del 26 aprile 1891, Bologne, 1891.
- Ricerche sulla formazione delle piastre motrici: Memoria letta alla r. Accademia delle scienze dell'Istituto di Bologna nella sessione del 29 novembre 1891, Bologne, 1892.
- Nuove osservazioni sulla Placida viridis: Memoria letta alla r. Accademia delle scienze dell'Istituto di Bologna nella sessione dell'8 gennaio 1893, Bologne, 1893.
- Protovo e globuli polari dell'Amphorina coerulea: Comunicazione letta alla r. Accademia delle scienze dell'Istituto di Bologna nella sessione Delli 27 maggio 1894, Bologne, 1894.
- Ricerche anatomiche sul Phyllobranchus borgnini (fr. ): Memoria letta alla r. Accademia delle scienze dell'Istituto di Bologna nella sessione del 28 aprile 1895, Bologne, 1895.
- Ricerche anatomiche sulla Hermaea cremoniana (tr): Memoria letta alla r. Accademia delle scienze dell'Istituto di Bologna, nella sessione del 22 marzo 1896, Bologne, 1896.

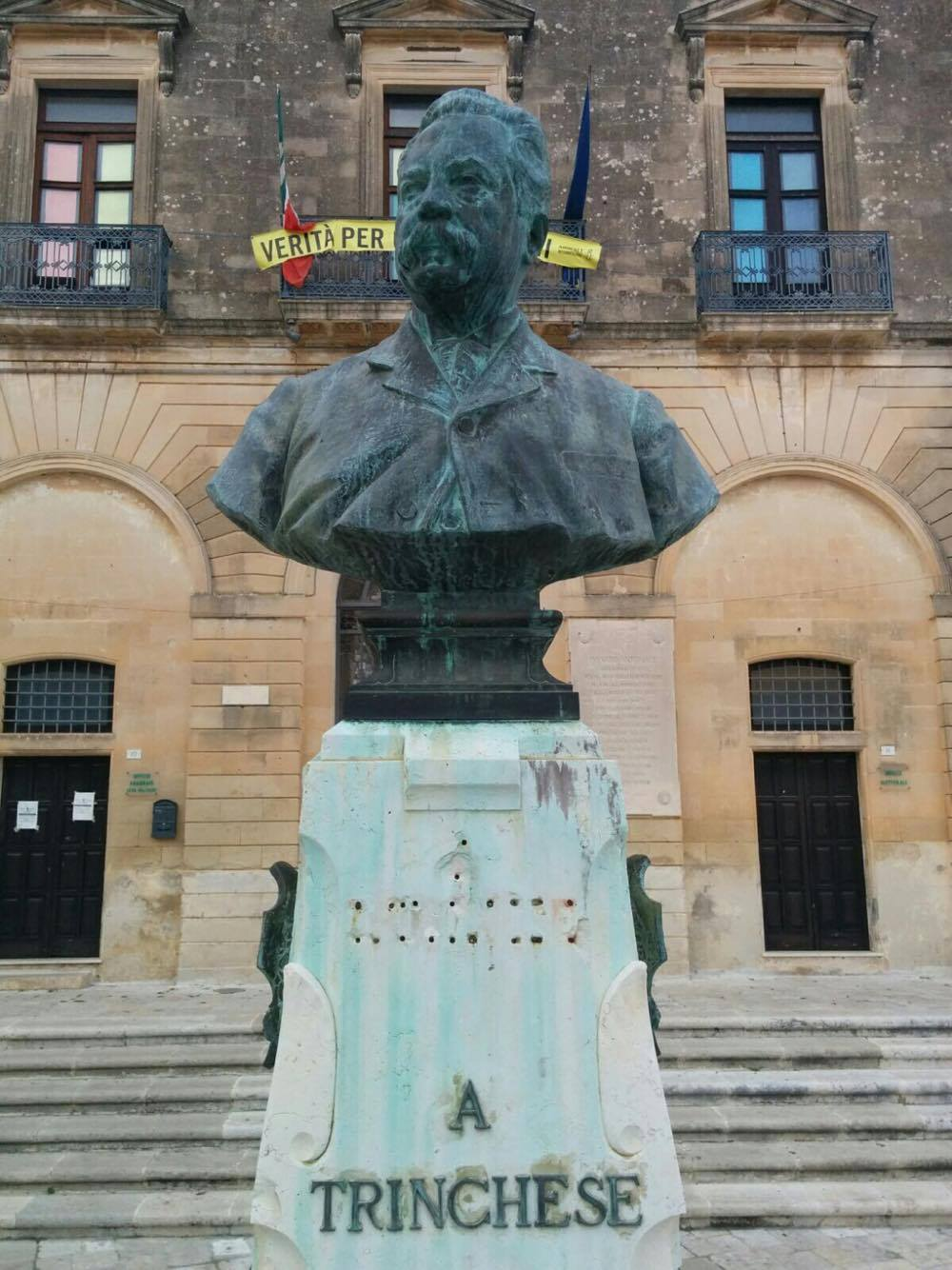
Buste de Salvatore Trinchese à Martano